# Lill-Öjungen
Lill-Öjungen är en sjö i Ovanåkers kommun i Hälsingland och ingår i Ljusnans huvudavrinningsområde. Sjön är 14,3 meter djup, har en yta på 1,46 kvadratkilometer och är belägen 258 meter över havet.

## Delavrinningsområde
Lill-Öjungen ingår i det delavrinningsområde (683100-148225) som SMHI kallar för Utloppet av Lill-Öjungen. Medelhöjden är 307 meter över havet och ytan är 16,3 kvadratkilometer. Det finns inga avrinningsområden uppströms utan avrinningsområdet är högsta punkten. Lillsjöbäcken som avvattnar avrinningsområdet har biflödesordning 5, vilket innebär att vattnet flödar genom totalt 5 vattendrag innan det når havet efter 161 kilometer. Avrinningsområdet består mestadels av skog (77 procent). Avrinningsområdet har 1,79 kvadratkilometer vattenytor vilket ger det en sjöprocent på 11 procent.